# Aarwangen
Aarwangen (im einheimischen Dialekt: [ɑrˈʋɑŋːgə]) ist eine politische Gemeinde im Verwaltungskreis Oberaargau des Kantons Bern in der Schweiz.

## Geographie
Aarwangen liegt im Oberaargau im Schweizer Mittelland an der Aare, die hier heute von zwei Brücken überquert wird: Neben der Eisenbahnbrücke von 2015, die eine ältere Brücke von 1907 ablöste, steht die Strassenbrücke von 1997. Sie ersetzte die 1889 von der Firma Probst, Chappuis & Wolf gebaute und 1969 verstärkte Stahlbrücke. Seit dem Mittelalter und bis zum Ende des 19. Jahrhunderts bestand der Flussübergang aus einer Holzbrücke, neben der eine Zollstation eingerichtet war.
Der grösste Teil des Gemeindegebiets befindet sich auf der rechten Seite des Flusses. Die Siedlungsstruktur besteht aus der Kleinstadt Aarwangen mit den Quartieren Bleuerain, Riedgass, Hard, Farnere, Hof und Mumenthal sowie dem Weiler Meiniswil im Südwesten. Am nördlichen Aareufer liegt im Ortsteil Schürhof ein kleiner Brückenkopf, der zu Aarwangen gehört. Neben dem rechten Brückenkopf steht das Schloss Aarwangen.
Durch das Gemeindegebiet fliesst von Süden zur Aare der Hopferebach.
Aarwangen entwickelte sich neben der Stadt Langenthal und der Gemeinde Herzogenbuchsee zur drittgrössten Gemeinde im Oberaargau. Die Agrar- und Siedlungsfläche der Gemeinde Aarwangen umfasst 599 Hektaren. Die Agrarfläche wird heute noch von 29 Landwirtschaftsbetrieben bewirtschaftet.
Die Nachbargemeinden sind Bannwil, Schwarzhäusern, Wynau, Roggwil, Langenthal und Thunstetten.

## Geschichte

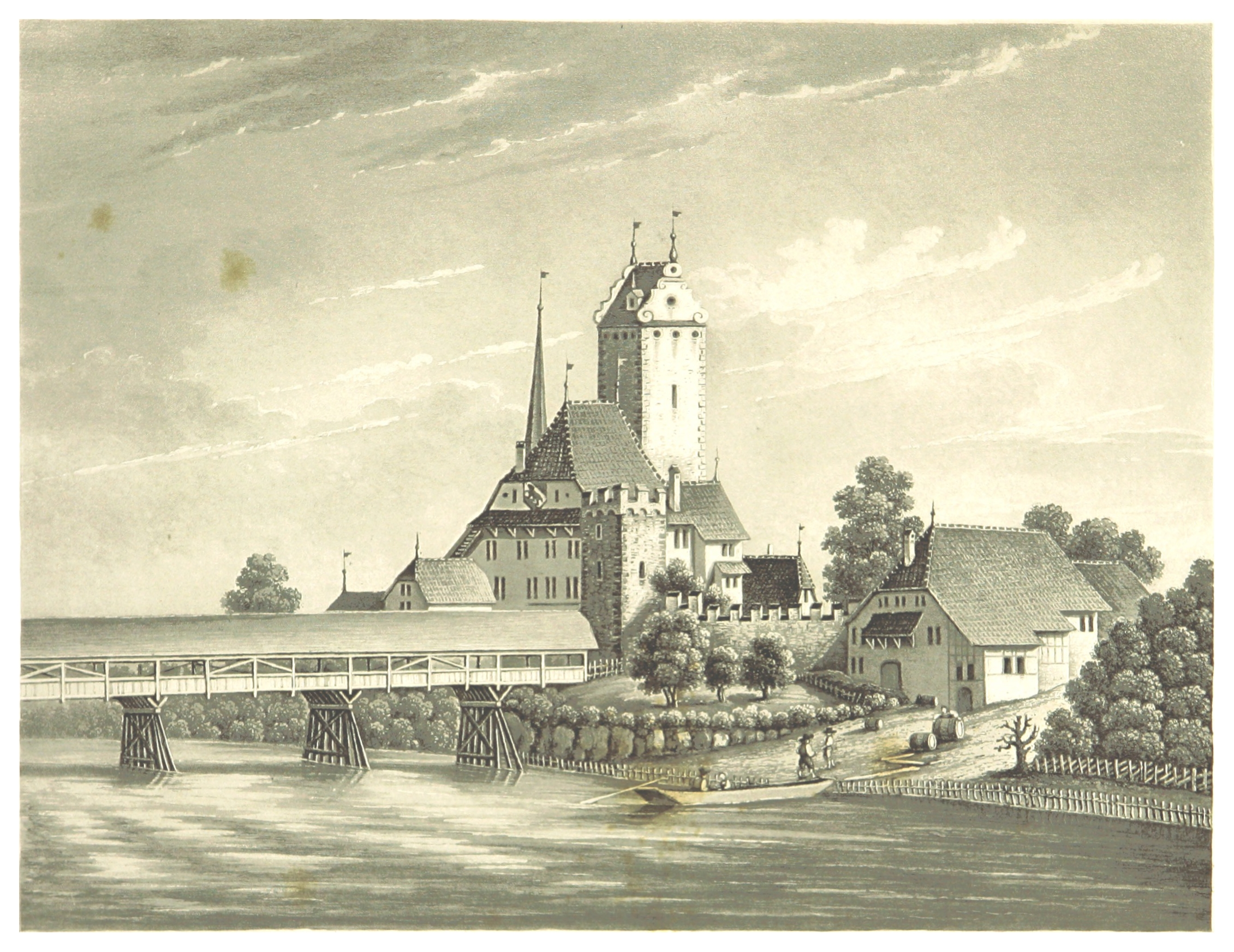
Burg und Brücke von Aarwangen im 19. Jahrhundert

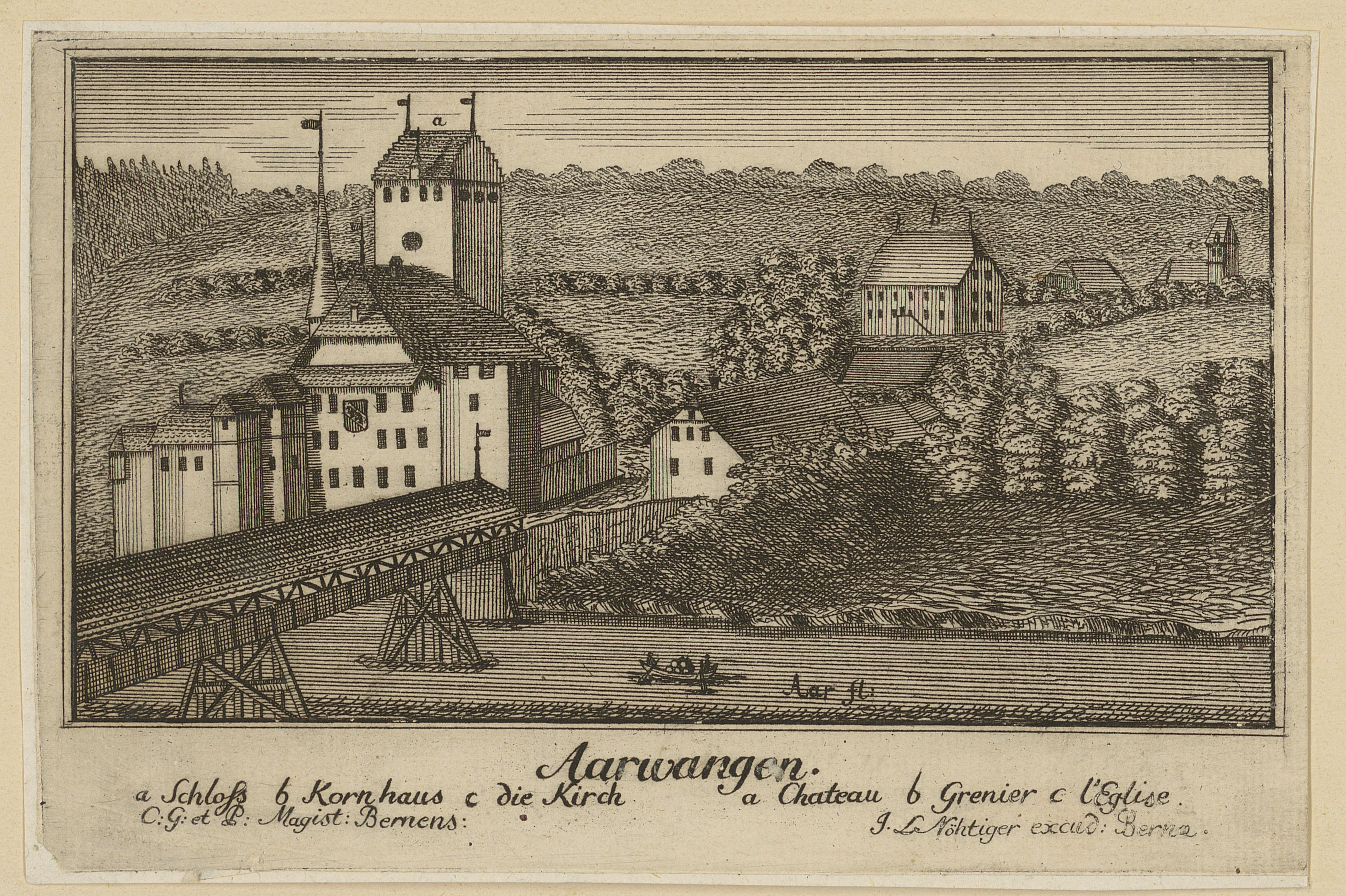
Anonym, ca. 1741, Graphische Sammlung der ZB Zürich

Historisches Luftbild aus 400 m von Walter Mittelholzer von 1923

Aarwangen entstand am rechten Ufer der Aare beim Flussübergang auf dem Weg von Langenthal über Balsthal nach Basel. Der Ortsname ist 1251 und in späteren Abschriften von zwei Dokumenten aus der Zeit um 1200/’25 als Arwangen bezeugt. Es handelt sich dabei ursprünglich um einen zusammengesetzten Flurnamen mit ahd. wang ‚sanft geneigte Wiese, Au, Halde, Feld, Ebene, Land‘ als Hinterglied.
Bis im 18. Jahrhundert die Kunststrassen und im 19. Jahrhundert die Eisenbahn gebaut wurden, war der Aare-Fluss ein rege benützter Handelsweg. Aarwangen war der Umschlagplatz für Waren aus der Westschweiz und der Ostschweiz. Schon im 16. Jahrhundert verfügte Aarwangen über eine gedeckte Holzbrücke. Gesichert wurde der Übergang durch die Burg und finanziert durch eine Zollstation. Bei Aarwangen lag im Hochmittelalter  die  Grenze zwischen Burgundern (in der Westschweiz) und Alemannen (in der Ostschweiz).
Das Gemeindewappen ist in Schwarz und Silber gehalten. Es entspricht dem Siegel der Herren von Aarwangen. Mit deren Aussterben im Jahre 1341 gingen Dorf und Herrschaft an die Freiherren von Grünenberg (siehe Ruine Grünenberg in Melchnau), die ebenfalls Ministeriale der Habsburger waren. Im 14. Jahrhundert wurde die  Stadt Bern zur regionalen Grossmacht. Als 1415 die Eidgenossen den Habsburgern den Aargau entrissen, mussten sich die Grünenberger neu orientieren und verkauften schliesslich 1432 die Herrschaft Aarwangen an Bern.
Damit war der Grundstein der Landvogtei im Schloss Aarwangen gelegt. Sie blieb bis zum Ende des Bernischen Stadtstaates im Frühjahr 1798 bestehen. Insgesamt residierten 75 Landvögte im Schloss Aarwangen, wo ihre Wappen noch heute eine Wand zieren.
Im Jahre 1803 wurde der Kanton Bern in Amtsbezirke aufgeteilt. Aarwangen wurde Bezirkshauptort. Heute hat das Kreisgericht Aarwangen-Wangen seinen Sitz im Schloss.

## Politik

### Exekutive
Aktuell (Stand 2023) setzt sich der Gemeinderat wie folgt zusammen:
- Niklaus Lundsgaard-Hansen, Gemeinde-/Gemeinderatspräsident, FDP
- Gabriela Seiler, Gemeinde-/Gemeinderatsvizepräsidentin, SVP
- Suzanna Pfister, Sekretärin
- Daniel Bader, SP
- Thomas Beutler, SVP
- Renate Kläy Shillova, SP
- Simon Morgenthaler, SVP
- Patrik Rüttimann, FDP

### Nationale Wahlen
Die Resultate anlässlich der Nationalratswahlen 2023 betrugen: SVP 37,6 % (−1,0 %), SP 15,5 % (+2,2 %), FDP 10,6 % (−1,0 %), glp 10,4 % (+1,3 %), Grüne 7,8 % (−1,2 %), Mitte 8,5 % (−1,4 %), EDU 3,4 % (+1,6 %), EVP 3,0 % (+0,4 %).

## Verkehr

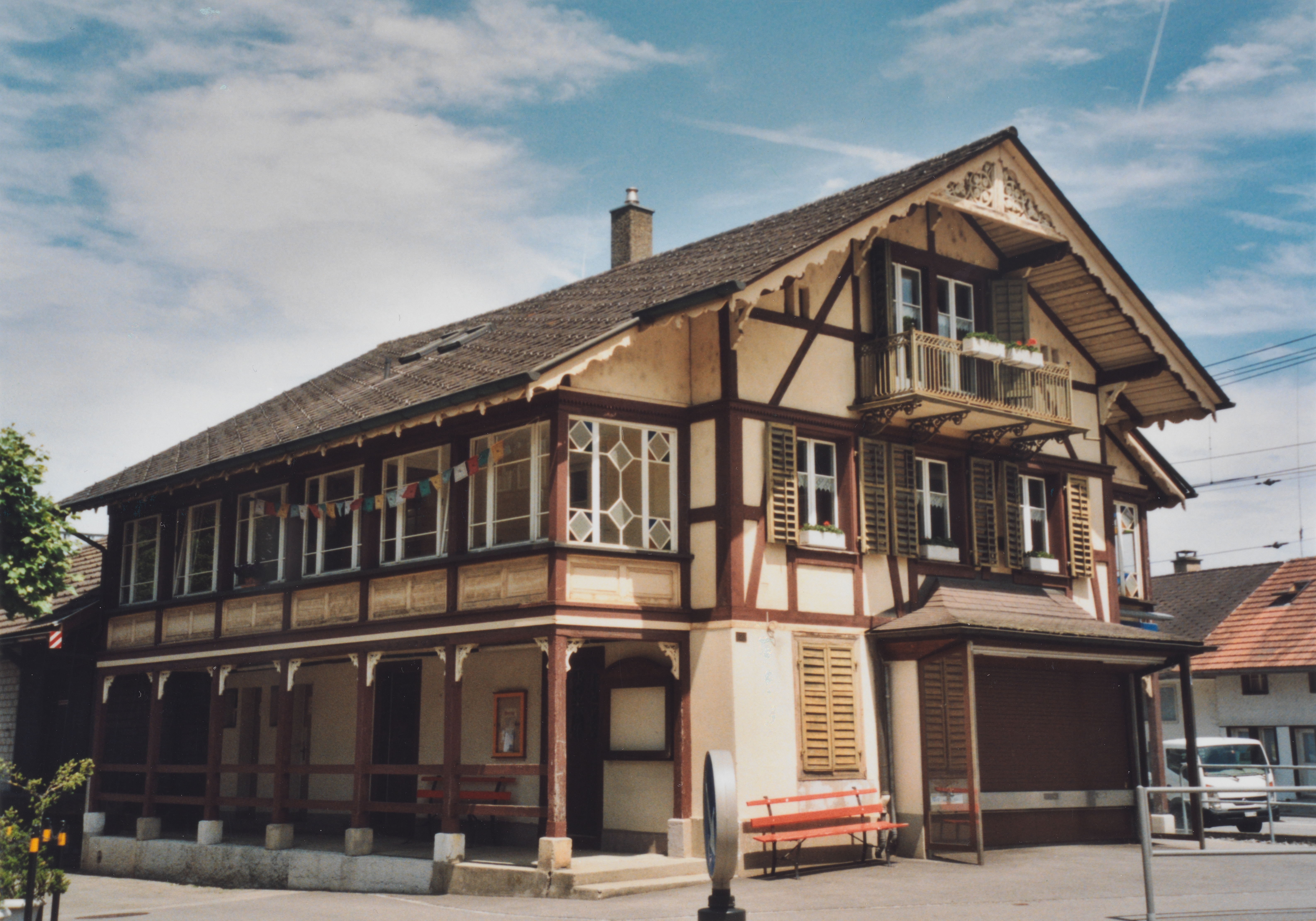
Stationsgebäude (2010)

Aarwangen ist für den Strassenverkehr gut erschlossen und liegt auch an einer Bahnlinie. Durch die Ortschaft verläuft die meterspurige Bahnstrecke der ehemaligen Langenthal-Jura-Bahn, die inzwischen von der Aare Seeland mobil (ASm) betrieben wird und über mehrere Haltestellen im Dorf verfügt. Im Halbstundentakt werden, Sonntags stündlich, folgende Linien befahren:
- Aarwangen–Langenthal–St. Urban; mit Anschluss nach Bern/Olten/Zürich/Luzern in Langenthal
- Aarwangen–Niederbipp–Solothurn; mit Anschluss nach Biel/Olten in Niederbipp und Solothurn

Rund fünf Kilometer nordwestlich liegt der Autobahnanschluss 43 der A1 in Niederbipp. Durch Aarwangen führt die Hauptstrasse 244, die zwei Kilometer weiter südlich in die Hauptstrasse 1 mündet.

## Natur

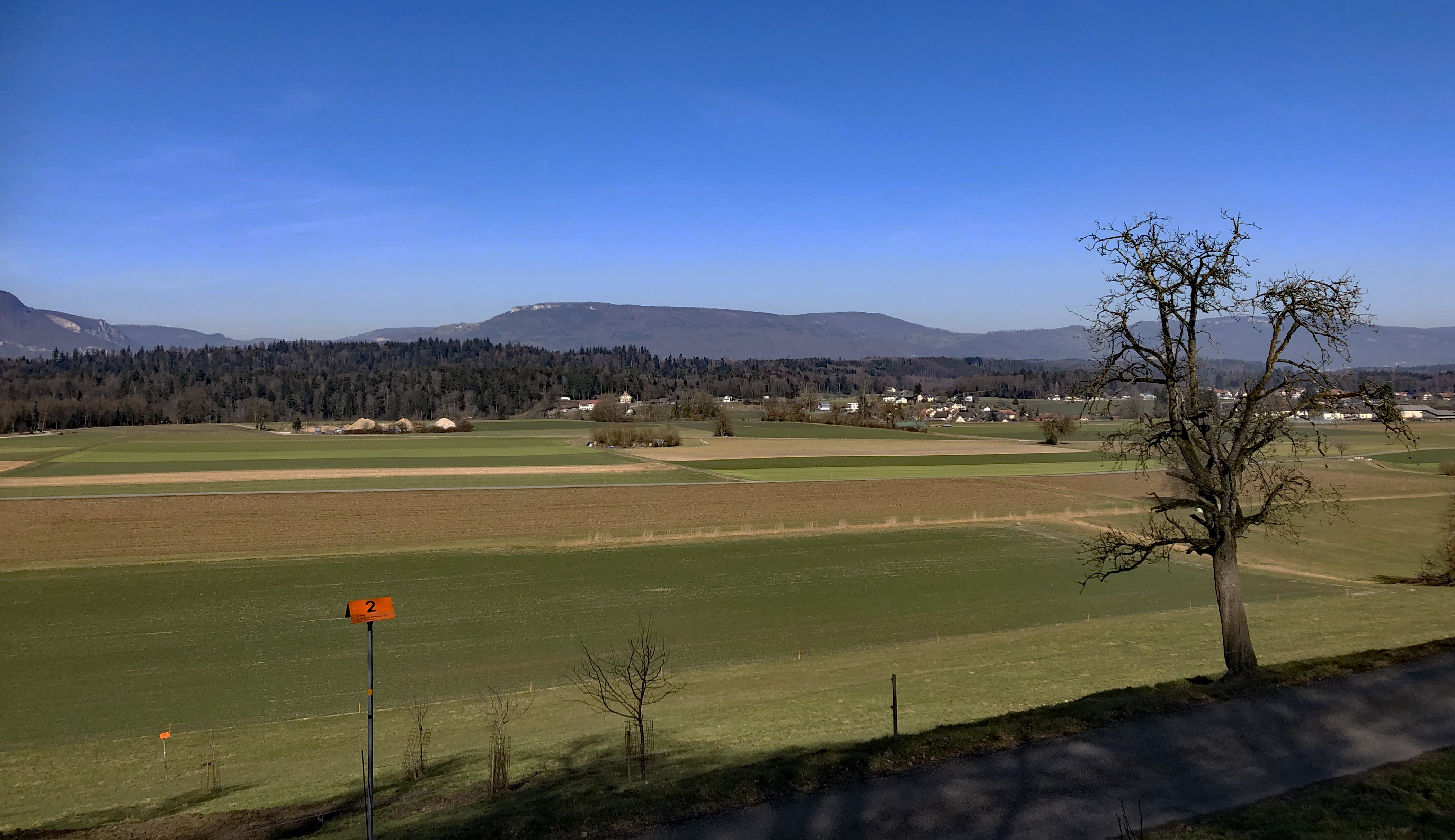
Das Banfeld westlich von Aarwangen

Die Gegend um Aarwangen ist Lebensraum der in der Schweiz sehr seltenen Libellenart Helm-Azurjungfer. Ihr Habitat liegt in den Feuchtgebieten der zahlreichen kleinen Bäche in den Feldern zwischen Bützberg, Aarwangen und Meiniswil und im Banfeld bis zur Aare.
Das Gemeindeareal gehört mit dem Smaragdgebiet Oberaargau zum europäischen Naturnetzwerk «Smaragd», das aufgrund der Berner Konvention, dem «Übereinkommen über die Erhaltung der europäischen wildlebenden Pflanzen und Tiere und ihrer natürlichen Lebensräume», von 1979 den Schutz einheimischer Tiere und Pflanzen anstrebt. Im Rahmen dieses Programms wurde 2013 der Lauf des Hopferebachs in Aarwangen teilweise renaturiert.
Das Feuchtgebiet Mumenthaler Weiher ist als Amphibienlaichgebiet von nationaler Bedeutung registriert. Es liegt in der Landschaft am Unterlauf der Langete, die als Teil des Gebiets «Wässermatten in den Tälern der Langete, der Rot und der Önz» im Bundesinventar der Landschaften und Naturdenkmäler von nationaler Bedeutung (BLN) verzeichnet ist.

## Kulturgüter

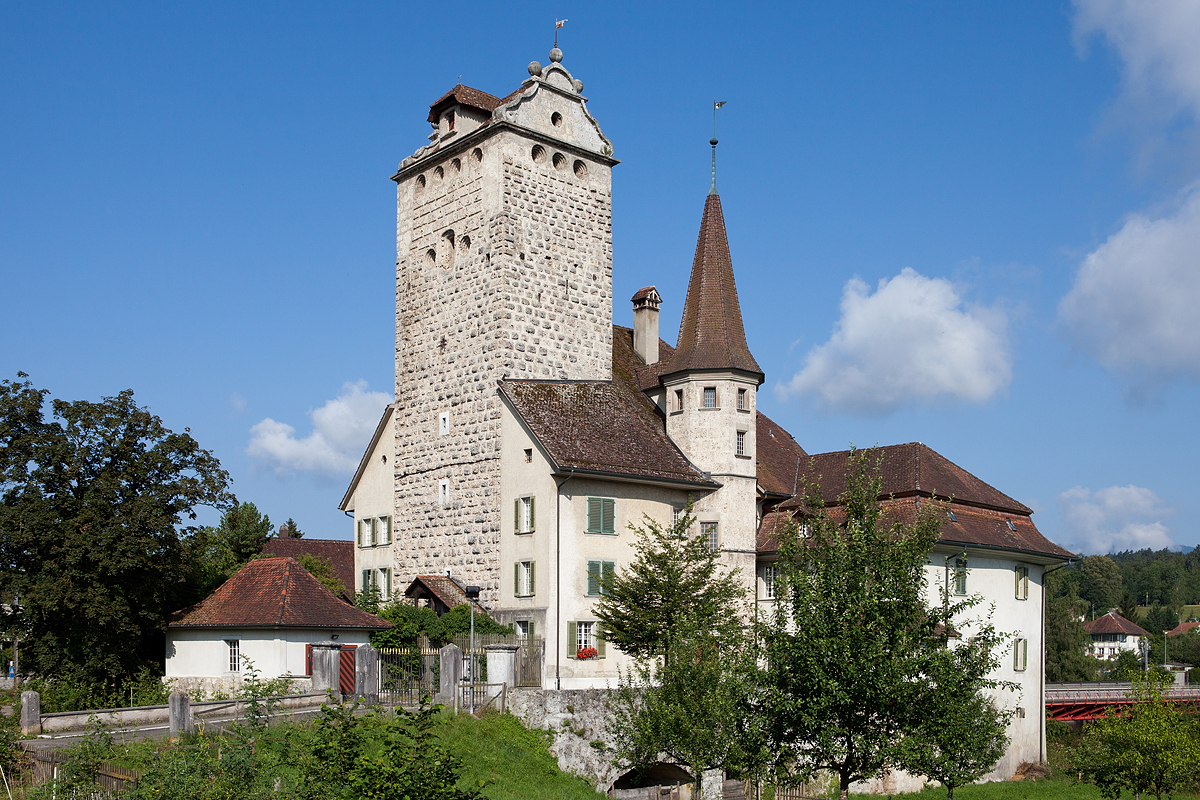
Schloss Aarwangen
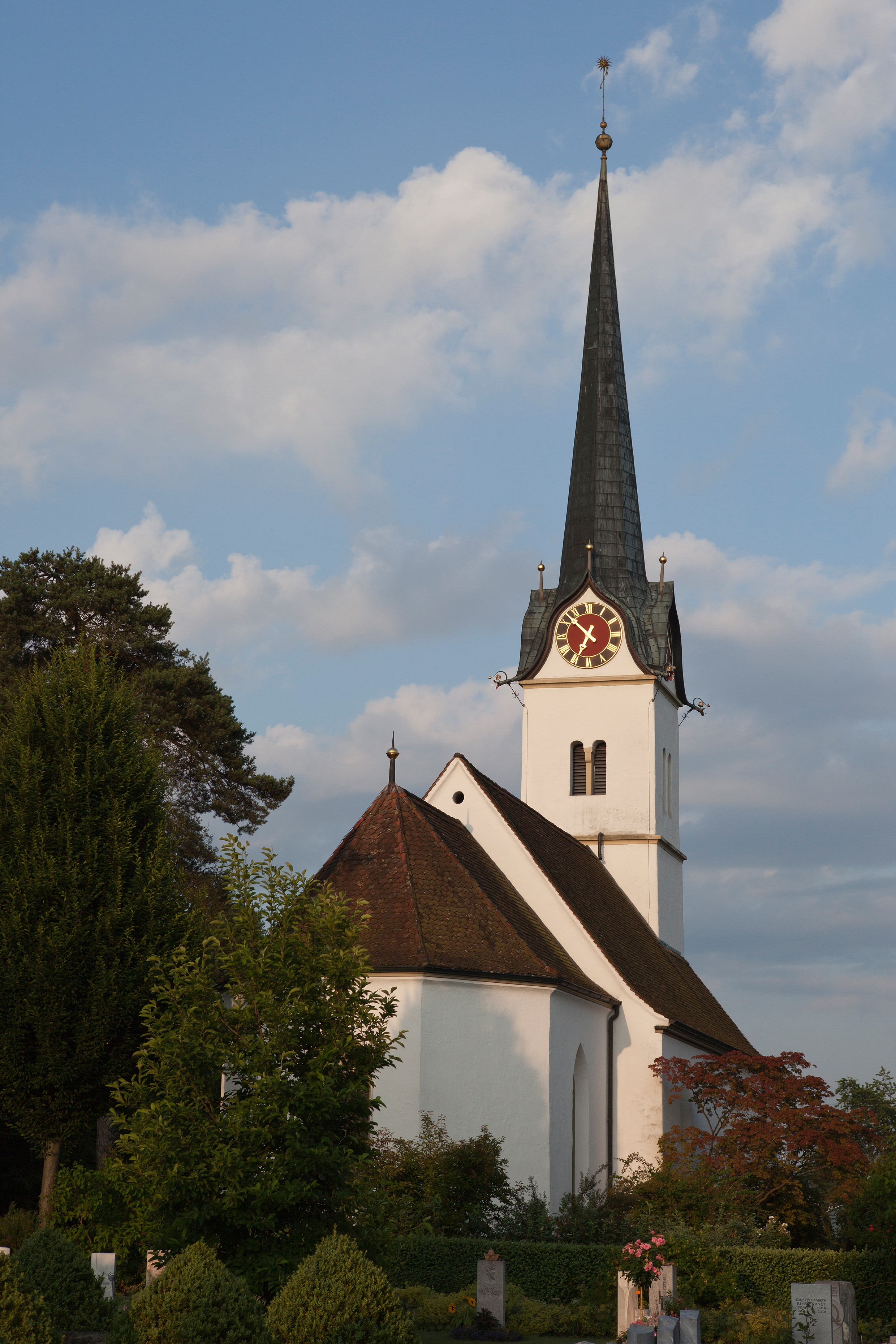
Kirche
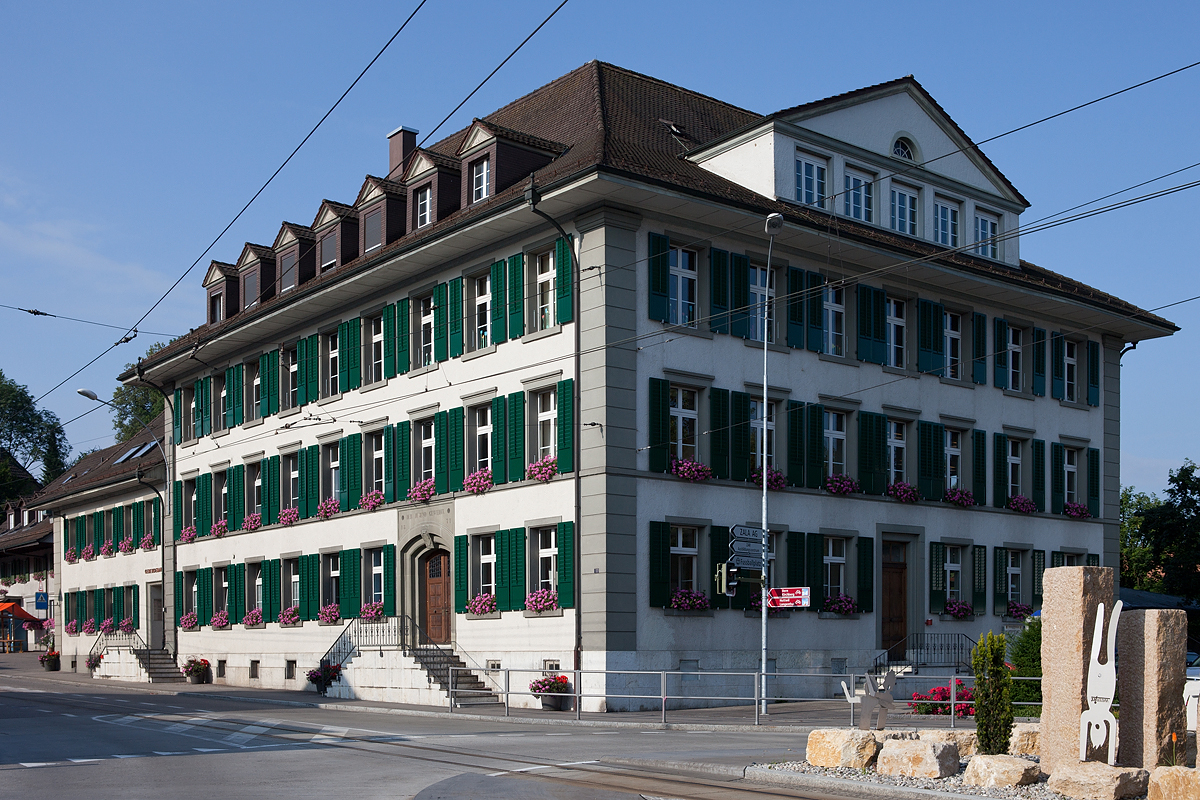
Gemeindeverwaltung
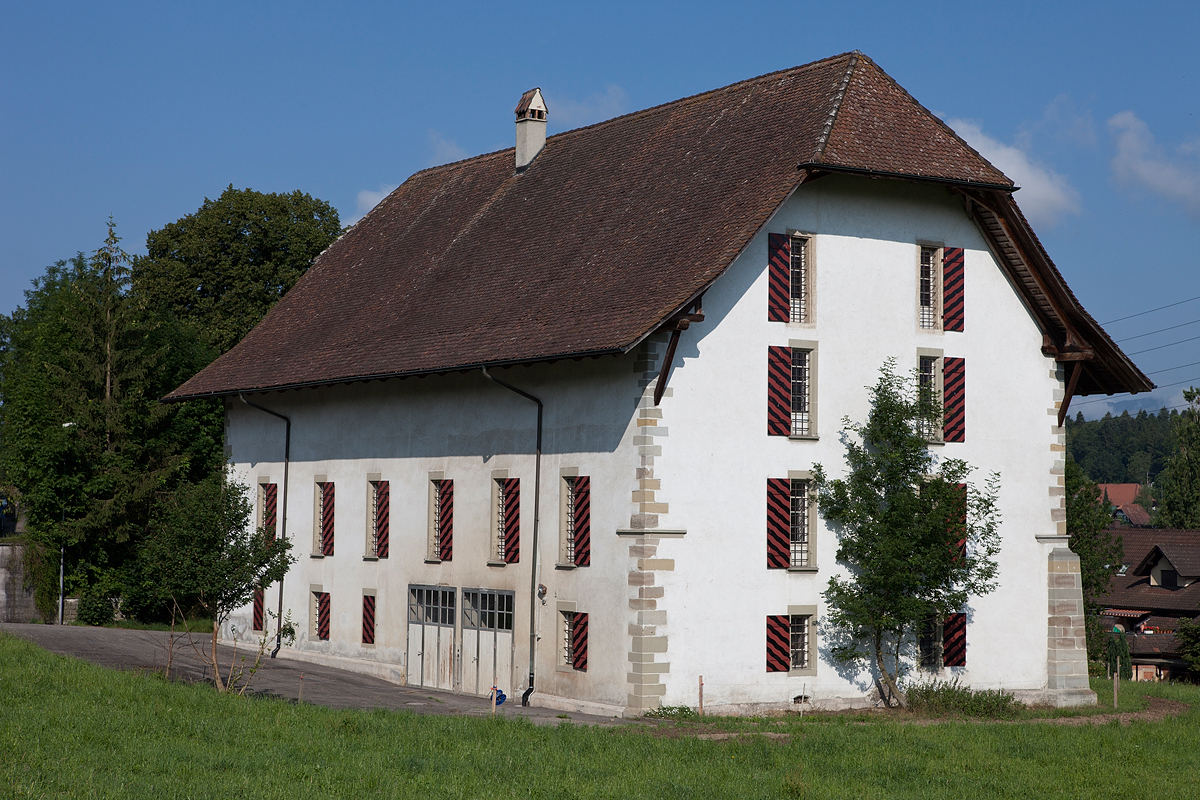
Kornhaus
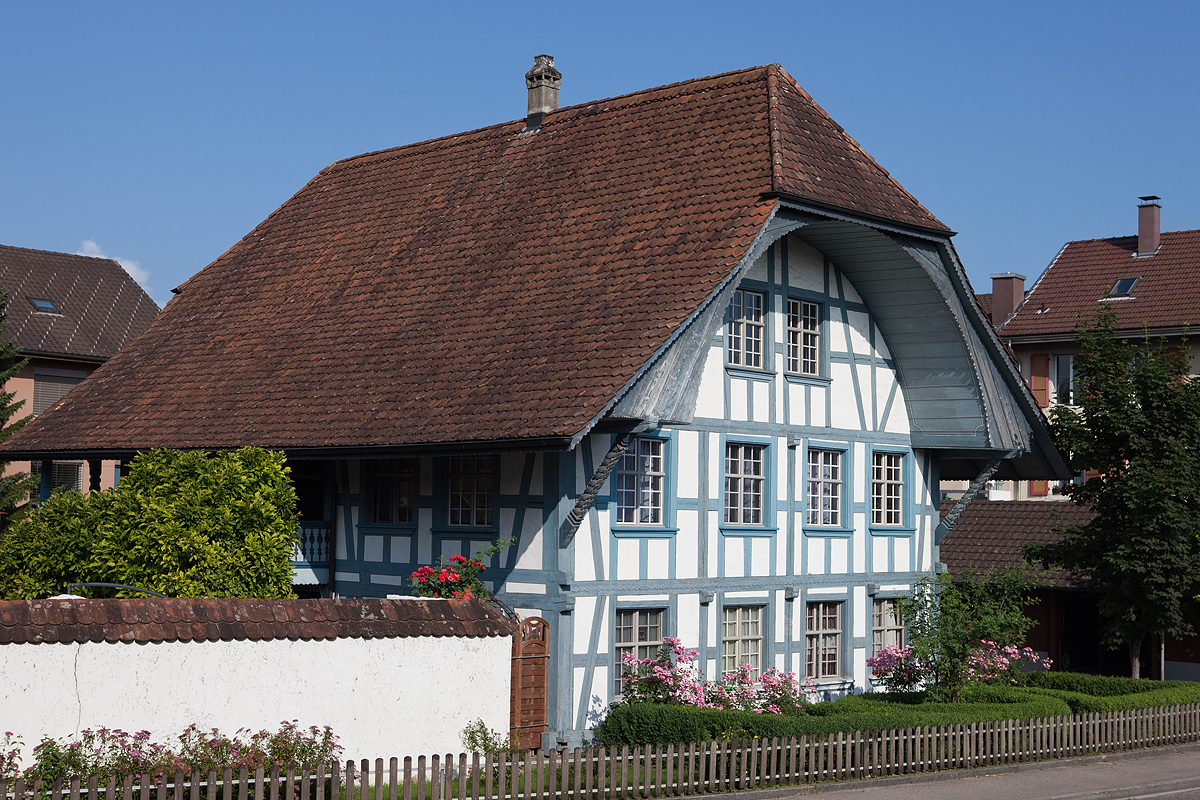
Blaues Haus
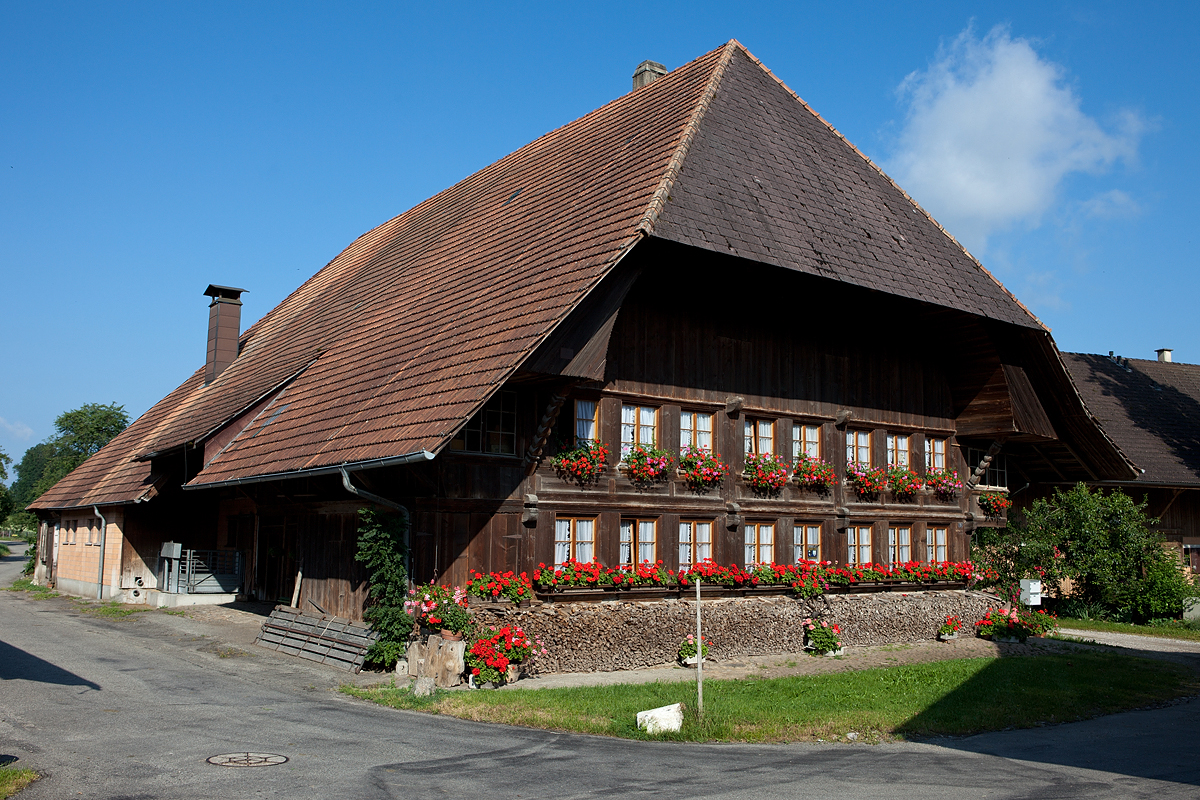
Bauernhaus

## Persönlichkeiten
- Johann von Aarwangen (nach 1280–1350), Politiker und Diplomat
- Johann Gottlieb Egger (1810–1882), Unternehmer und Politiker
- Jakob Egger (1821–1904), Pädagoge und Schulpolitiker
- Gottfried Egger (1830–1913), Brauereiunternehmer
- Otto Kellerhals (1870–1945), Direktor der Anstalten Witzwil
- Hermann Baldin (1877–1953), Bildhauer, Plastiker und Zeichner
- Heinz Egger (* 1937), Illustrator und Zeichner
- Thomas Lamparter (* 1978), Weltmeister im Viererbob